# Keo hoa vàng
Keo hoa vàng (Danh pháp khoa học: Acacia pycnantha) là một loài thực vật thuộc họ Đậu, phân họ Trinh nữ, chi Keo. Cây cao 8 m (25 ft) và có cuống lá dẹt thay vì lá thật. Cuống lá hình lưỡi liềm, dài từ 9 đến 15 cm (3,5–9 in), và rộng 1 đến 3,5 cm (0,5–1,5 in). Hoa vàng, thơm, phát triển nhiều vào cuối đông và mùa xuân. Câu thụ phấn chéo nhờ một số loài chim thuộc họ Ăn mật và chi Acanthiza. Những loài chim này hút mật, rồi cọ phải những bông hoa khác, mang phấn hoa đi theo. Loài này phân bố ở đông nam nước Úc từ bán đảo Eyre phía Nam của Nam Úc vào phía tây tiểu bang Victoria và phía Bắc vào nội địa khu vực phía nam New South Wales và Lãnh thổ Thủ đô Úc. Cây được tìm thấy trong các tầng dưới của rừng bạch đàn mở trên đất khô, nông. cây được trồng ở khu vực trong tất cả các tiểu bang phía nam của Úc cũng như Nam Phi và California.
Năm 1842, Thomas Mitchell phát hiện ra loài khi thu thập các loại mẫu vật, còn George Bentham đã mô tả loài. Vỏ cây Acacia pycnantha tạo ra chất tannin nhiều hơn bất cứ loài cây keo khác, dẫn đến việc khai thác thương mại sản xuất hợp chất này. Nó đã được trồng rộng rãi làm cây cảnh và sản xuất hoa, nhưng nó lại là cây dại ở Nam Phi, Tanzania, Ý, Bồ Đào Nha, Sardinia, Ấn Độ, Indonesia, New Zealand, cũng như Miền đông nước Úc, Tasmania và New South Wales. Acacia pycnantha đã được bầu chọn là quốc hoa chính thức của Úc vào năm 1988, và đã là biểu tượng in trên tem bưu chính của Úc.

## Mô tả

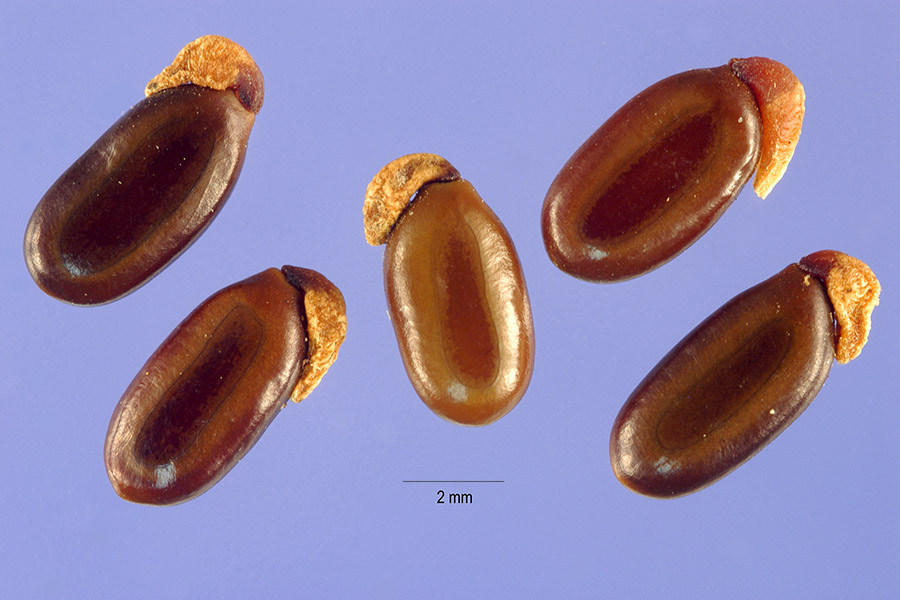
Hạt giống cây Acacia pycnantha to 2 mm.

Loài Acacia pycnantha thường mọc thành cây nhỏ, cao từ 3 đến 8 m (10–25 ft), mặc dù theo báo cáo ở Morocco, loài cây có thể cao lên đến 12 m (40 ft). Vỏ cây thường có màu nâu đậm hoặc xám mịn lúc còn bé và nhăn lại và sần sùi khi đã già. Cành không có hoa hoặc phủ hoa trắng. Các cây trưởng thành không có lá thật nhưng có cuống lá dẹt từ từ các cành, có màu xanh lá cây sáng hoặc tối. Cuống lá hình lưỡi liềm, dài từ 9 đến 15 cm (3,5–9 in), và rộng từ 1 đến 3,5 cm (0,5–1,5 in). Khi trưởng thành cuống mới sạm màu đồng thiếc. Quan sát thực địa tại công viên bảo tồn Hale cho thấy phần lớn cây trưởng thành vào mùa xuân và mùa hè (ở Úc) từ tháng 10 đến tháng 1.
Chồi hoa ở quanh năm trên những cây trưởng thành mới, nhưng chỉ bắt đầu từ tháng 11 đến tháng 5. Hoa nở từ tháng 7 đến tháng 9 (từ cuối mùa đông đến đầu mùa hè) đó là vì các chồi sau này phát triển nhanh hơn đỉnh điểm là tháng 7 và tháng 8. Những chùm hoa vàng tươi mọc thành nhóm từ 40 đến 80 bông, chùm dài 2,5–9 cm (1–3,5 in) phát sinh từ kẽ chồi. Mỗi bông hoa cấu trúc giống như quả bóng, được bao phủ bởi 40 đến 100 bông hoa nhỏ hơn có năm cánh và nhị hoa dài, khiến đầu hoa có lông mỏng.
Sau khi quá trình ra hoa kết thúc, vỏ túi hạt hình hơi bẹt, thẳng hoặc cong, dài 5–14 cm (2–5,5 in), rộng 5–8 mm. Lúc cây bé, vỏ túi hạt màu xanh lá cây, khi trưởng thành có màu nâu sẫm và hơi khít lại giữa các hạt, tạo thành một chuỗi. Các hạt thuôn dài có độ dài 5,5–6 mm, màu đen bóng, áo hạt có hình chùy, xuất hiện vào tháng 12 và tháng 1, khi vỏ túi đã chín.
Một số loài tương tự là cây keo mại châu (Acacia obliquinervia), cây keo hoa vàng ven bờ biển (Acacia leiophylla) và cây keo hoa vàng dạng vòng hoa (Acacia saligna). Acacia obliquinervia có cuống lá màu xám xanh, ít hoa, và vỏ hạt rộng hơn (1,25–2,5 cm (1/2–1 in)). Acacia leiophylla có cuống lá nhạt màu. Acacia saligna có cuống lá dài, hẹp hơn.

## Quá trình phân loại

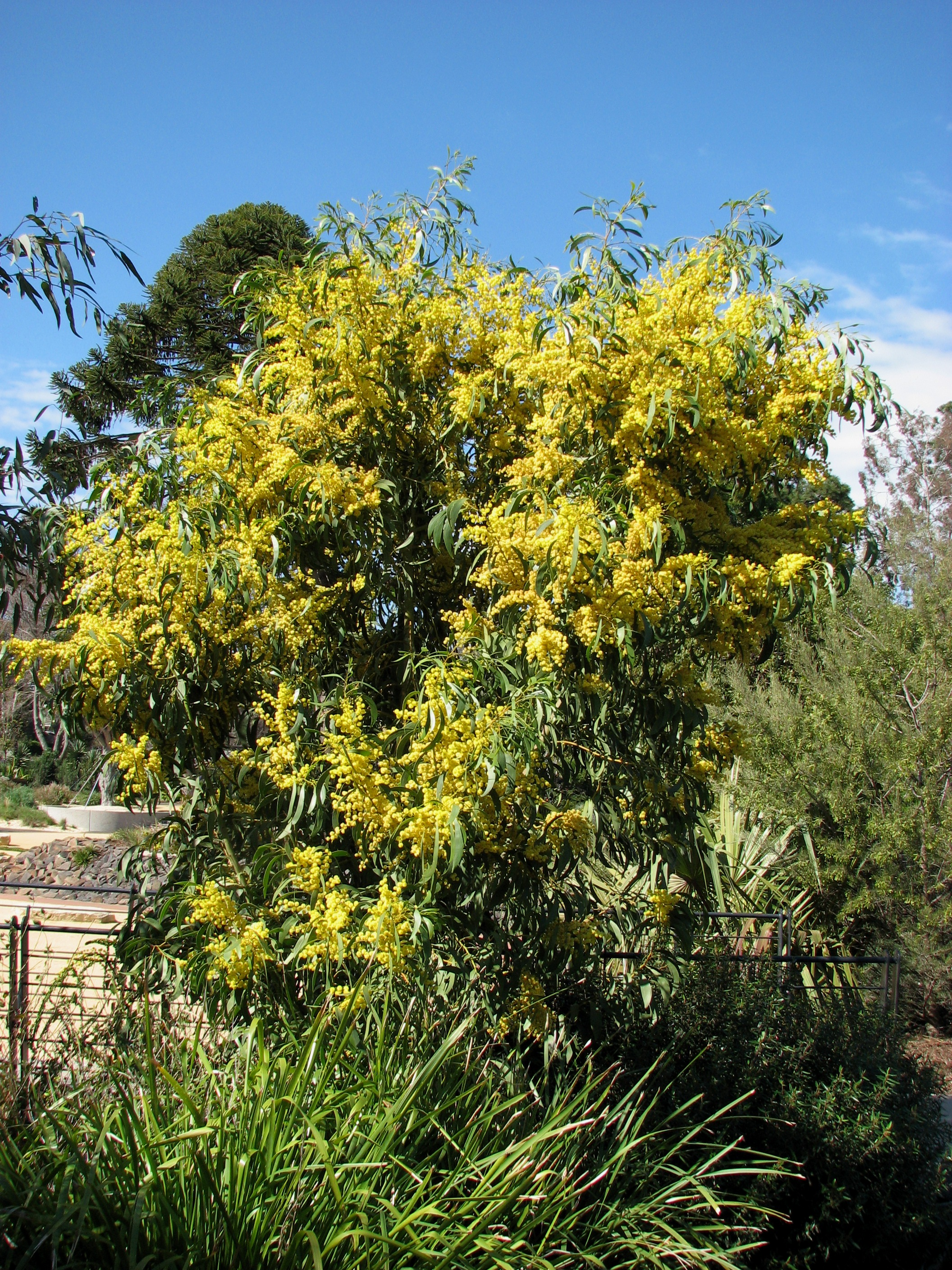
Chùm hoa chụp ở vườn bách thảo Geelong.

Nhà thực vật học George Bentham mô tả chính thức Acacia pycnantha lần đầu tiên trên Tạp chí Thực vật học London năm 1842. Nhà thám hiểm Thomas Mitchell thu thập các loại mẫu vật ở phía bắc bang Victoria giữa thị trấn Pyramid Hill và sông Loddon. George Bentham nghĩ đây là loài liên quan đến Acacia leiophylla, mà ông mô tả ở bài báo tương tự. Tính ngữ pycnantha có nguồn gốc từ tiếng Hy Lạp "pyknos" (dày đặc) và "anthos" (hoa), ám chỉ đến các cụm dày đặc của loài hoa, tạo nên cụm hoa hình cầu. Nhà thực vật học Queensland Les Pedley phân loại lại loài như Racosperma pycnanthum vào năm 2003, khi ông đề xuất đặt gần hết các chi cây ở Úc vào chi mới có tên là Racosperma. Tuy nhiên, tên này được coi là đồng nghĩa với tên gốc.
Johann Georg Christian Lehmann mô tả Acacia petiolaris vào năm 1851 từ một cây trồng tại Vườn thực vật Hamburg từ hạt giống được cho là từ Thuộc địa sông Swan (Perth). Năm 1855, Carl Meissner mô tả Acacia falcinella lấy từ Port Lincoln. Năm 1864, Bentham phân loại cả hai loài là Acacia pycnantha như trong cuốn sách Flora australiensis của mình, mặc dù ông đã phân loại 1 phân loài của angustifolia dựa trên các dữ liệu từ Vịnh Spencer, với cuống lá dẹt hơn và ít chùm hoa. Tuy nhiên, không có phân loài được công nhận hiện nay.
Năm 1921, Joseph Maiden mô tả Acacia westonii mọc từ sườn phía bắc và phía tây núi Jerrabomberra gần Queanbeyan ở New South Wales. Ông thấy nó giống tương tự, nhưng thực chất là khác A. pycnantha, do đó ông không phân ra loài khác. Đồng nghiệp của ông là Richard Hind Cambage đã trồng và nghiên cứu cây giống và phát hiện ra cây có thân dài hơn nhiều so với A. pycnantha, và cuống lá xuất hiện ba nhị chứ không phải là một như các loài khác. Nó được xem là đồng nghĩa của A. pycnantha.
Tên thường được đặt là cây keo hoa vàng, cây keo xanh, cây keo đen và cây keo lá rộng. Thổ dân vùng Ebenezer Misson ở ngoại ô Wergaia phía tây bắc Victoria gọi chúng là cây phù thủy.
Phép lai của loài được biết đến trong tự nhiên và trồng trọt. Trong khu rừng Whipstick gần Bendigo ở Victoria, lai giả định với cây keo Whirrakee (Acacia williamsonii) đã xác định; tương tự với cây keo hakea (Acacia hakeoides). Phép lai với cây keo bạc Queensland (Keo lá tròn) mọc lên ở châu Âu đã được đặt tên là Acacia x siebertiana và Acacia x deneufvillei.

## Phân bố và môi trường sống

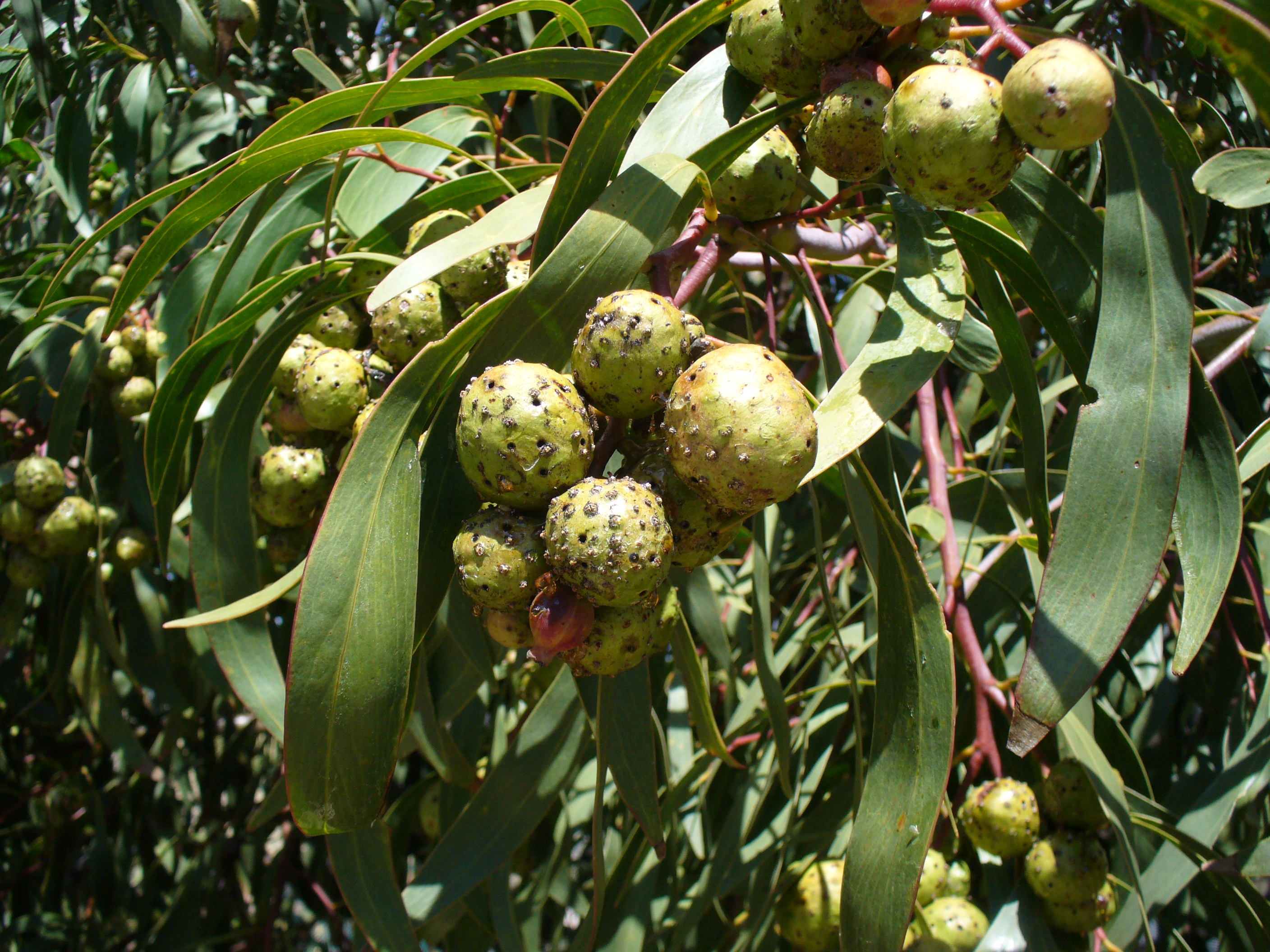
Mụn cây trên Acacia pycnantha.

Cây keo hoa vàng được tìm thấy ở vùng đông nam nước Úc từ phía nam của bán đảo Eyre đến dãy núi Flinders, khắp tiểu bang Victoria và phía Bắc vào nội địa phía Nam của New South Wales và Lãnh thổ Thủ đô Úc. Cây được tìm thấy trong các tầng dưới của rừng bạch đàn mở trên đất khô, nông.
Loài cây đã trở nên vượt quá phạm vi phân bố ban đầu ở Úc và trở thành một loài xâm lấn ở nhiều nơi khác. Tại bang New South Wales, nó mọc nhiều ở thành phố Sydney và các vùng Duyên hải miền Trung của bang. Tại bang Tasmania, nó đã lan rộng ở phía đông của bang và trở thành cỏ dại trong bụi rậm gần thủ phủ Hobart. Tại Tây Úc, nó được tìm thấy trong dãy Darling và phía tây vành đai wheatbelt cũng như ở thi trấn Esperance và Kalgoorlie.
Ngoài nước Úc, cây còn xuất hiện ở Nam Phi, Tanzania, Ý, Bồ Đào Nha, Sardinia, Ấn Độ, Indonesia và New Zealand. Nó hiện diện ở California, nhưng không được xem xét để được tính là phân bố ở đó. Ở Nam Phi, nó đã được trồng từ năm 1858 và 1865 để ổn định cồn cát và sản xuất chất tannin, nhưng đã lan ra theo đường nước vào rừng, núi và đồng bằng fynbos, và các khu vực biên giới giữa fynbos và karoo. Các túi mật của hoa đã hình thành loài ong bắp cày Trichilogaster signiventris' đã được tìm thấy ở Nam Phi, đã giúp cân bằng hệ sinh thái và giảm khả năng sinh sản của cây trong suốt phạm vi của chúng. Ong trưởng thành đẻ trứng vào đầu nụ hoa trong mùa hè, nở tháng năm và tháng sáu. Ấu trùng gây ra sự hình thành của các mụn cây và ngăn chặn sự phát triển hoa. Cành cây có thể bị gãy dưới sức nặng của các mụn cây. Ngoài ra, loài mọt hạt keo Melanterius compactus xuất hiện năm 2001 cũng góp phần cân bằng hệ sinh thái.

## Hệ sinh thái

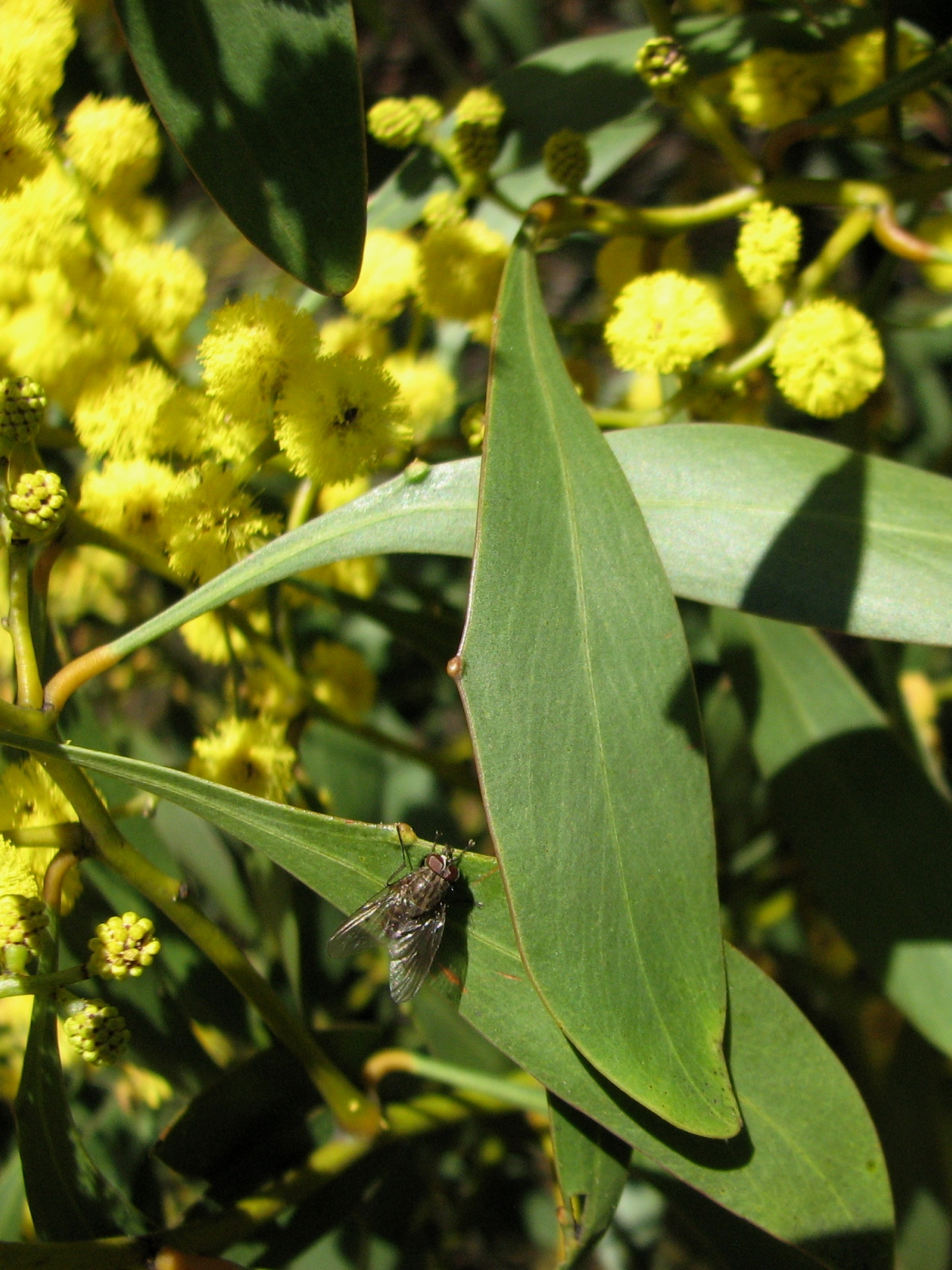
Một con ruồi đang đậu trên cuống lá

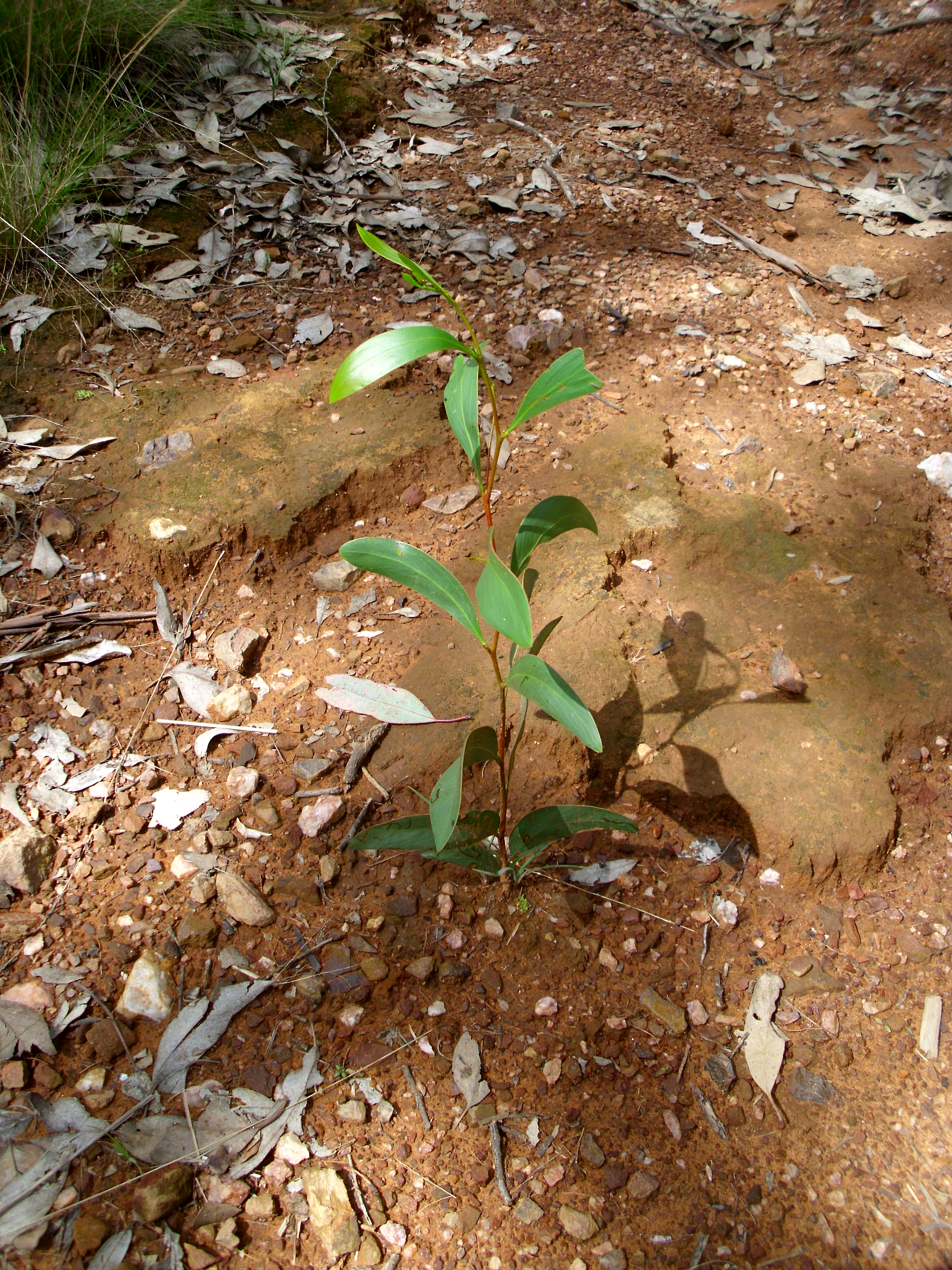
Cây con

Mặc dù các loài cây thường bị chết do cháy, nhưng loài cây này trưởng thành có thể phát triển thành bụi chống cháy. Hạt giống có thể tồn tại trong đất trong hơn 5 năm, nảy mầm kể cả khi bị cháy.
Giống như keo khác, Acacia pycnantha hấp thụ nitơ từ không khí. Đây là nơi vi khuẩn rhizobia hình thành nốt sần rễ, nơi làm cho nitơ ở dạng hữu cơ và do đó giúp cây mọc trên đất bạc màu. Một cuộc nghiên cứu thực địa trên khắp nước Úc và Nam Phi nhận thấy rằng các vi sinh vật rất đa dạng về mặt di truyền, thuộc chủng khác nhau của các loài Bradyrhizobium japonicum và chi Burkholderia ở cả hai nước. Hiện chưa rõ liệu cây keo hoa vàng đã được kèm theo các vi khuẩn này sang lục địa châu Phi hay gặp quần thể mới có.
Tự không tương thích, Acacia pycnantha không thể tự thụ tinh và yêu cầu các cây phải thụ phấn chéo nhau để tạo hạt. Điều này tạo thuận lợi cho các loài chim. Đã có các thí nghiệm ngăn chim khỏi hoa cho được kết quả là làm giảm đáng kể số lượng hạt giống. Tuyến mật nằm trên cuống lá, chúng càng ở gần hoa nở thì càng hoạt động. Chúng tạo mật hoa cho chim hút ngay trước hoặc trong quá trình ra hoa. Trong khi hút, chim cọ phải đầu hoa khiến phấn hoa dính trên thân và rơi vào nhiều cây. Một số loài Họ Ăn mật, bao gồm các loài Melithreptus lunatus, Lichenostomus chrysops, Phylidonyris novaehollandiae, và đôi khi cả Lichenostomus penicillatus, Phylidonyris pyrrhopterus, và Acanthorhynchus tenuirostris đã được quan sát khi kiếm ăn. Các loài chim khác bao gồm các loài Zosterops lateralis, Acanthiza lineata, Acanthiza reguloides và Acanthiza pusilla. Khi hút mật hoa, chim thường ăn côn trùng trên các tán lá. Ong mật, ong bản địa, kiến và ruồi cũng bu vào tuyến mật, nhưng thường không tiếp xúc với hoa. Sự hiện diện của loài Acacia pycnantha tỉ lệ thuận với số vẹt Lathamus discolor trú đông trong rừng box-ironbark ở trung tâm Victoria, mặc dù vẫn chưa rõ vai trò của vẹt đối với loài.
Gỗ dùng làm lương thực cho ấu trùng của bọ cánh cứng nhiều màu như Agrilus assimilis, Agrilus australasiae và Agrilus hypoleucus. Ấu trùng của một số loài bướm ăn lá bao gồm các loài như Hypochrysops ignita, Jalmenus icilius, Jalmenus lithochroa và Theclinesthes miskini. Ong bắp cày thuộc chi Trichilogaster có dạng u sưng ở đầu hoa, phá vỡ hạt cây và loài Acizzia acaciaepycnanthae, một loài rầy hút nhựa từ lá. Acacia pycnantha bị các loài nấm gỉ trong chi Uromycladium romycladiumi ảnh hưởng đến cuống lá và cành. Các loài nấm bao gồm Uromycladium simplex hình thành mụn mủ và Uromycladium tepperianum gây u sưng nâu và đen để rồi dẫn đến cái chết của cây chủ. Hai loài nấm nữa đã được phân lập từ bệnh đốm lá trên Acacia pycnantha là Seimatosporium arbuti và Monochaetia lutea.

## Công dụng

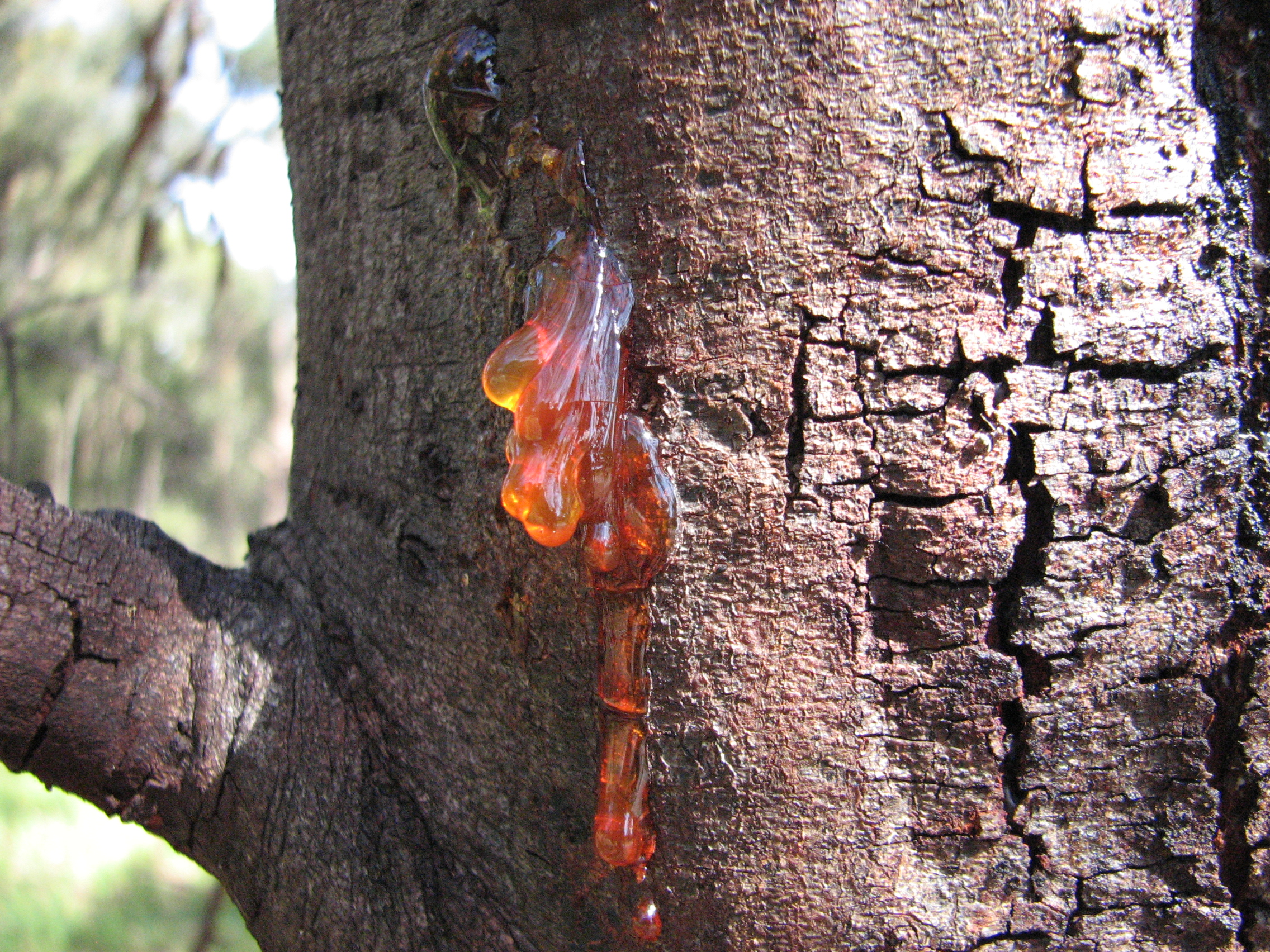
Nhựa cây

Keo hoa vàng đã được trồng ở các vùng ôn đới trên thế giới để lấy chất tannin trong vỏ cây, vì nó cung cấp năng suất cao nhất trong tất cả các cây keo. Cây có thể cho thu hoạch tannin khi trồng được 7–10 năm. Buôn bán gỗ bị giới hạn bởi kích thước nhỏ của cây, nhưng nó có giá trị cao như làm gỗ nhiên liệu. Những bông hoa thơm đã được sử dụng để làm nước hoa, và sản xuất mật ong ở các khu vực ẩm ướt. Tại miền nam châu Âu, nó là một trong những loài được trồng cho thương mại hoa và bán như là "cây mimosa". Giống như nhiều loài khác của cây keo, Acacia pycnantha chảy nhựa cao su khi ấn mạnh vào thân cây. Được ăn bởi thổ dân Úc, nhựa cao su được nghiên cứu và có thể thay thế có thể cao su thường vốn được sử dụng trong ngành công nghiệp thực phẩm.

## Gieo trồng

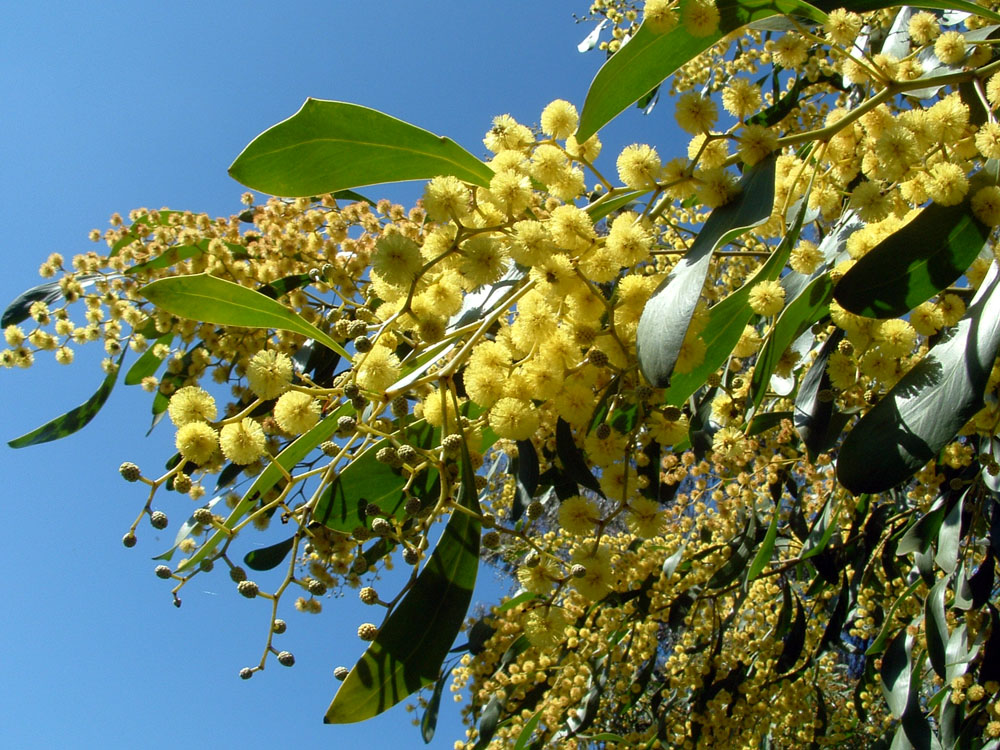
Cành đầy hoa

Cây keo hoa vàng trồng ở Úc và xuất hiện ở Bắc bán cầu vào giữa những năm đầu của thế 19. Dù vòng đời loài tương đối ngắn, từ 15 đến 30 năm, nó vẫn được trồng rộng rãi vì mùi hoa thơm, màu hoa vàng rực rỡ. Ngoài việc trồng làm cây cảnh, cây còn được trồng để chắn gió và để kiểm soát xói mòn. Cây được trồng cùng với cây cao su đường (Eucalyptus cladocalyx) làm chắn gió hai lớp. Một hình thức gieo trồng rộng rãi ban đầu được thu thập trên núi Arapiles ở miền tây Victoria là lấy hoa, với hoa thơm xuất hiện từ tháng tư đến tháng bảy. Loài có sức chịu đựng sương giá, thích nghi với các điều kiện đất đai vì loài thoát nước tốt. Loài chịu đựng được những loại đất nặng ở vùng khí hậu khô, cũng như độ mặn của đất nhẹ. Nó có thể bị úa lá trong đất đá vôi có tính kiềm. Loài chịu được hạn, chỉ cần lượng mưa 370–550 mm (10–20 in) vào mùa đông là có thể trồng trọt. Khi gieo trồng, loài rất dễ bị mọc mụn cây. Trước khi trồng, cần nhúng hạt giống vào nước nóng để làm mềm lớp cứng phủ bên ngoài hạt.

## Biểu tượng và văn hóa

Quốc hoa của Australia.

Mặc dù loài keo, và đặc biệt là loài keo hoa vàng, xưa đã là biểu tượng hoa chính thức của Úc trong nhiều năm, nó đã không được đồng ý trong hai trăm năm. Cho đến năm 1988, cây keo hoa vàng chính thức được thông qua như là biểu tượng hoa của Australia. Điều này đã được công bố bởi Toàn quyền Ninian Stephen trong công báo Chính phủ công bố vào ngày 1 tháng 9. Vợ của Thủ tướng Úc tên là Hazel Hawke đã đánh dấu buổi lễ quốc gia bằng việc trồng cây keo hoa vàng tại Vườn Quốc gia Australia. Năm 1992, chính thức tuyên bố ngày 1 tháng 9 là "Ngày loài keo quốc gia".
Phù hiệu áo giáp của Úc bao gồm một vòng hoa của cây keo, tuy nhiên, không chính xác là cây keo hoa vàng. Tương tự như vậy, các màu xanh lá cây và vàng được sử dụng bởi đội thể thao quốc tế Australia đã được lấy cảm hứng từ màu sắc của keo nói chung, chứ không phải là keo hoa vàng.
Loài này được miêu tả trên một con tem chú thích "keo" như là một phần của một bộ tem Úc 1959–1960 gồm hoa bản địa Úc. Năm 1970, một con tem 5c dán nhãn "Golden Wattle" đã được ban hành để bổ sung cho một tập hợp trước đó miêu tả các biểu tượng hoa của Australia. Để đánh dấu Ngày Quốc Khánh Úc vào năm 1990, một con tem 41c dán nhãn "Acacia pycnantha" đã được ban hành. Một con tem dán nhãn "Golden Wattle", với giá trị của 70c, được ban hành vào năm 2014.